# 和歌山県立串本高等学校
和歌山県立串本高等学校（わかやまけんりつくしもとこうとうがっこう）は、和歌山県東牟婁郡串本町にあった公立の高等学校。
2008年に和歌山県立古座高等学校と統合され、和歌山県立串本古座高等学校となった。校地は同校の「串本校舎」として使用されている。

## 概要
普通科のみの高等学校であった。アメリカ合衆国カリフォルニア州へメット市にある高等学校と姉妹校提携を結び、交流を実施していた。
1971年に設置された英語科（その後国際教養科に改編）は、日本の高等学校における同種の専門学科としては最も早い時期に設置されたものの一つであった。また以前には商業科も併設されていた。

## 沿革
- 1918年4月1日 - 串本町立串本実業学校として開校。
- 1926年5月4日 - 串本町立串本商業学校と改称。
- 1935年4月1日 - 和歌山県に移管。和歌山県立串本商業学校となる。
- 1948年4月1日 - 学制改革により、和歌山県立串本高等学校となる。全日制課程普通科と商業科を設置。
- 1948年10月1日 - 定時制課程を設置。
- 1971年4月1日 - 英語科を設置。
- 1985年3月10日 - 定時制課程を閉課程。
- 2002年 - 商業科の生徒募集を停止。
- 2003年4月1日 - 英語科を国際教養科に改編。
- 2004年3月31日 - 商業科を廃止。
- 2008年4月1日 - 同町内の古座高校と統合され、和歌山県立串本古座高等学校串本校舎となる。
- 2010年3月31日 - 和歌山県立串本高等学校としては閉校。

## 著名な出身者
- 岡本光（元プロ野球選手、藤井寺市市議会議員）
- 中地義和（東京大学教授、フランス文学者）
- 谷端長（神戸大学名誉教授）
- 田嶋勝正（串本町長）